# Adam Ficek

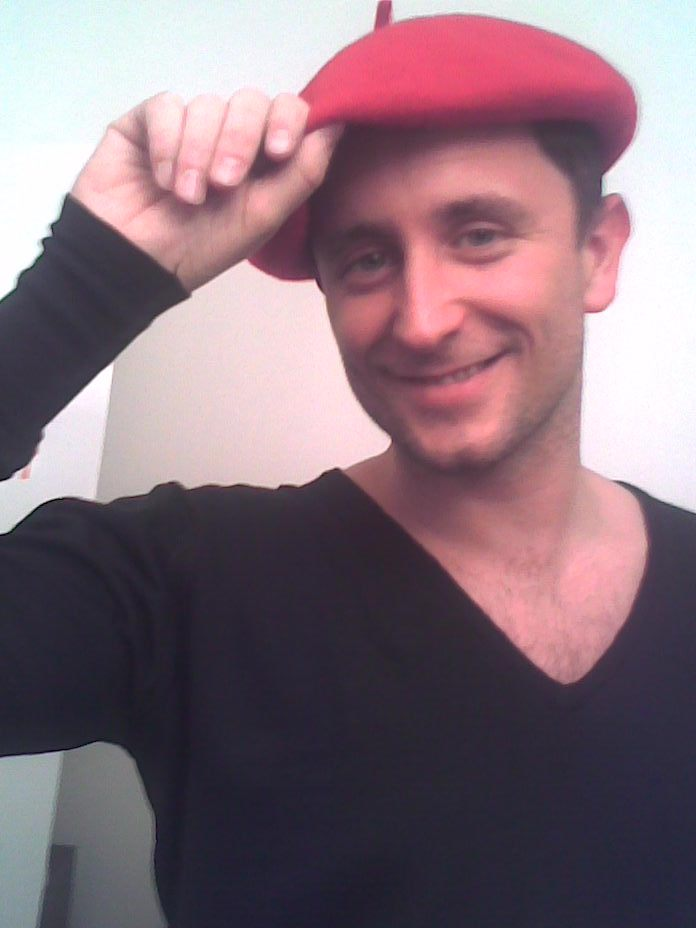
Adam Ficek (2009)

Adam Steven Ficek (* 8. März 1974 in Bletchley, Milton Keynes, Buckinghamshire) ist ein englischer Musiker und vor allem als ehemaliger Schlagzeuger der Rockband Babyshambles bekannt. Seit 2007 betreibt er ein Nebenprojekt; als Soloartist tritt er als Roses Kings Castles (RKC) vornehmlich Gitarre spielend auf.

## Leben
Adam Ficek spielte zunächst bei der Band The White Sport. Zudem veröffentlichte er als DJ seine Remixe unter dem Pseudonym Mains Ignition. 2005 kam er mit seinem The White Sport-Bandkollegen Patrick Walden zu den Babyshambles, die ein paar Monate zuvor von Pete Doherty gegründet wurden, nachdem Doherty aus seiner vorherigen Band The Libertines ausgeschlossen wurde. Ficek ersetzte Gemma Clarke, die im Januar 2005 aus der Band ausgetreten war. Im Juni 2010 verließ Ficek die Band und wurde von Danny Goffey ersetzt, der bislang Drummer bei der 2010 aufgelösten Band Supergrass gewesen war.
Seinem Soloprojekt entsprang 2008 sein erstes Soloalbum, das als Roses Kings Castles veröffentlicht wurde. 2009 erschien die EP Apples & Engines und 2010 das zweite Album.
Auf Anlehnung zum Lied „Fuck Forever“ vom Babyshambles-Album Down in Albion verkauft er Fan-Shirts mit dem Aufdruck „Ficek Forever“.

## Diskografie
- mit Mains Ignition:
  - 2202: Turn on

- mit The White Sport:
  - 2004: Songs the Postman can whistle

- mit den Babyshambles:
  - 2005: Down in Albion (Studioalbum)
  - 2006: The Blinding EP
  - 2007: Shotter’s Nation (Studioalbum)

- mit Pete Doherty:
  - 2008: Grace/Wastelands (Studioalbum)

- als Soloartist (Roses King Castles):
  - 2008: Roses Kings Castles (Studioalbum)
  - 2009: Apples & Engines (EP)
  - 2010: Suburban Timebombs
  - 2011: British Plastic